# Futuros sobre el oro
Los futuros sobre el oro son contratos que se celebran entre dos partes para la compra de oro físico a futuro. Ambas partes se comprometen a realizar la compraventa de una cantidad de oro en una fecha específica y a un precio determinado, que es el valor al que cotiza el metal en la fecha en que se cierra el trato.

## Características
Los futuros sobre el oro, como otros contratos de futuros, se negocian en un mercado a término. En este caso, la principal bolsa de comercio de futuros de metales del mundo es el Commodity Exchange, Inc. más conocido como "Comex", que forma parte del CME Group. Allí se negocian contratos sobre metales como el oro, la plata, el cobre y el aluminio.
Existen muchos sitios especializados que informan permanentemente sobre la cotización de los contratos de futuros sobre el oro.